# Tango libre
Pour les articles homonymes, voir Tango.
 (décembre 2019).
Pour plus de détails, voir Fiche technique et Distribution.
Tango libre est une comédie dramatique franco-luxembourgo-belge réalisée par Frédéric Fonteyne. Le film est sorti le 7 novembre en Belgique, et le 28 novembre 2012 en France.

## Synopsis
Le début du film montre une attaque de fourgon de transports de fonds qui tourne mal. Puis l'on suit Jean-Christophe, dit JC, un gardien de prison belge. Il vit avec la seule compagnie de son poisson rouge et mène une existence ordonnée et terne. Unique fantaisie dans sa vie quotidienne, il apprend le tango.
Un soir, à son cours, JC rencontre une nouvelle venue, Alice, et danse avec elle. Plus tard, il la revoit au parloir de la prison où il travaille. D'abord avec un homme, puis avec un autre... Alice est la femme de deux détenus, Fernand - son époux et Dominic, le père de son fils Antonio, les deux hommes que l'on a vus au début du film lors d'une attaque qui a dérapé.
Le règlement interdit aux gardiens de fréquenter la famille des prisonniers. Mais au lieu de mettre fin à leur relation ou d'en parler à son chef après une agression, JC ne dit rien, transgressant les règles.

## Fiche technique
- Titre : Tango libre
- Réalisation : Frédéric Fonteyne
- Scénario : Anne Paulicevich
- Adaptation et dialogues : Philippe Blasband et Anne Paulicevich
- Directeur de la photographie : Virginie Saint-Martin
- Montage : Ewin Ryckaert
- Son : Carlo Thoss
- Décor : Véronique Sacrez
- Costume : Catherine Marchand
- Producteur : Patrick Quinet, Claude Waringo
  - Coproducteur : Serge Zeitoun, Christophe Rossignon, Philip Boëffard, Tomas Leyers,  et Arlette Zylberberg
  - Producteur exécutif : Stéphane Quinet
- Production : Artémis Production, Samsa Film et Liaison Cinématographique, en association avec Cofinova 8
- Distribution : Artédis, Cinéart, Rezo Films
- Pays :  Belgique,  France,  Luxembourg
- Genre : comédie dramatique
- Durée : 97 minutes
- Dates de sortie :
  - Belgique : 7 novembre 2012
  - France : 28 novembre 2012

## Distribution
- Anne Paulicevich : Alice
- François Damiens : Jean-Christophe
- Jan Hammenecker : Dominic
- Sergi López : Fernand
- Zacharie Chasseriaud : Antonio
- Chicho Frumboli : L'Argentin
- Pablo Tegli : Partenaire de tango de l'Argentin
- Corentin Lobet : Gardien greffier
- David Murgia : Luc, le jeune gardien
- Julie Thalmann : membre de la famille d'un prisonnier
- Dominique Lori : un prisonnier

## Bande originale
Sauf indication contraire, les informations mentionnées dans cette section peuvent être confirmées par le générique de fin de l'œuvre audiovisuelle présentée ici, ainsi que par la base de données cinématographiques IMDb,  présente dans la section « Liens externes ».
- Non recensée par l'IMDb, le générique d'ouverture se dévoile au son de Wasteland, interprétée par Woodkid.

## Distinctions

### Récompenses
- Mostra de Venise 2012 : Prix spécial du jury (réservé aux longs métrages)
- Film Forum Zadar 2013 : Meilleur film européen
- Festival du film de Varsovie 2012 : Grand Prix de la compétition internationale
- Magritte du cinéma 2014[1] :
  - Meilleur scénario original ou adaptation pour Philippe Blasband et Anne Paulicevich
  - Meilleurs décors pour Véronique Sacrez
- Trophées francophones du cinéma 2014 : Trophée francophone du scénario pour Anne Paulicevich et Philippe Blasband

### Nominations
- Ensors 2013 : Ensor de la Meilleure coproduction
- Magritte du cinéma 2014[2] :
  - Meilleur film
  - Meilleur réalisateur pour Frédéric Fonteyne
  - Meilleur acteur pour François Damiens
  - Meilleur acteur pour Jan Hammenecker
  - Meilleur espoir féminin pour Anne Paulicevich
  - Meilleure image pour Virginie Saint-Martin
  - Meilleur son pour Marc Bastien et Thomas Gauder
  - Meilleur montage pour Ewin Ryckaert